# Chicoreus loebbeckei
Chicoreus loebbeckei (nomeada, em inglês, loebbecke's murex; durante o século XX, cientificamente nomeada Murex loebbeckei ou Pterynotus loebbeckei) é uma espécie de molusco marinho predador da costa oeste do oceano Pacífico, no Sudeste Asiático, entre o sul do Japão e o mar da China Meridional até Queensland, na Austrália; pertencente à classe Gastropoda, ordem Neogastropoda e família Muricidae. Foi classificada por Wilhelm Kobelt em 1879; descrita originalmente como Murex (Pteronotus) loebbeckei no texto "Diagnosen neuer Murices", publicado nos Jahrbücher der Deutschen Malakozoologischen Gesellschaft ("Anuários da Sociedade Malacozoológica Alemã"). 6 (páginas 78-79); anteriormente no gênero Murex e agora no gênero Chicoreus; ainda recebendo sua nomenclatura vernácula proveniente do gênero Murex. Muito rara no passado, esta bela espécie continua sendo um item precioso para os colecionadores, considerada por um estudioso "o objeto natural mais lindo e requintado que ele já vira".

## Descoberta
O primeiro espécime conhecido pela ciência foi adquirido pelo conquiliologista alemão Theodor Löbbecke, daí provindo o descritor específico dado em sua homenagem. O segundo espécime coletado, de acordo com um artigo publicado pela expedição do navio HMS Rambler, surgiu em 1890.

## Descrição da concha
Concha de aparência frágil em suas projeções espiniformes e franjadas, sendo sua projeção mais pronunciada a que se encontra na parte externa de seu lábio externo; de coloração pálida a alaranjada, com até 7 centímetros de comprimento total; de espiral moderadamente alta, esculpida com várias linhas espirais e ondulações cruzando-as. Columela e abertura de coloração branca. Longo canal sifonal. Opérculo córneo, de coloração castanha e esculpido com anéis concêntricos.

## Distribuição geográfica, habitat e hábitos
Chicoreus loebbeckei é encontrada em águas profundas da zona nerítica da plataforma continental da costa oeste do Pacífico, entre os 150 a 500 metros; do Sudeste Asiático, entre o sul do Japão e o mar da China Meridional até Queensland, na Austrália, Oceania, incluindo as Filipinas.

A região do Sudeste Asiático (na imagem), na costa oeste do Pacífico, é o habitat da espécie C. loebbeckei, entre os 150 a 500 metros de profundidade.